# Supercoupe de l'UEFA 2016
La Supercoupe de l'UEFA 2016 est la 41e édition de la Supercoupe de l'UEFA. Le match oppose le Real Madrid, vainqueur de la Ligue des champions 2015-2016 au Séville FC, vainqueur de la Ligue Europa 2015-2016.
La rencontre se déroule le 9 août 2016 au Lerkendal Stadion, situé à Trondheim en Norvège.
Au terme de la rencontre, le Real Madrid l'emporte après prolongation sur le score de trois buts à deux.
Les règles du match sont celles d'une finale de Coupe d'Europe : la durée de la rencontre est de 90 minutes. S'il y a toujours match nul, une prolongation de deux fois quinze minutes est jouée. S'il y a toujours égalité au terme de cette prolongation, une séance de tirs au but est réalisée. Trois remplacements sont autorisés pour chaque équipe.

## Stade
Le Lerkendal Stadion a été désigné comme hôte de la Supercoupe de l’UEFA à l'issue d'une réunion du Comité exécutif de l'UEFA à Nyon le 18 septembre 2014. Il s'agit de la première Supercoupe de l’UEFA se déroulant en Norvège.
Il s'agit du principal stade de football et d'athlétisme de Trondheim. Le Rosenborg BK y réside. Sa capacité actuelle est de 21 166, en faisant le deuxième plus grand stade de Norvège derrière l'Ullevaal Stadion d'Oslo.

## Contexte
Il s'agît de la quatrième Supercoupe de l'UEFA dont les deux participants sont espagnols après 2006, 2014 et 2015, le FC Séville ayant participé à chacune d'entre elles. Les deux équipes se sont par ailleurs déjà rencontrées dans la compétition lors de l'édition 2014 qui a vu triompher le Real Madrid sur le score de deux buts à zéro. Les deux clubs prennent part à la compétition pour la cinquième fois chacun, le Real Madrid ayant également participé aux éditions 1998, 2000 et 2002, et Séville à l'édition 2007 par le passé.

## Équipes
| Équipe      | Qualification                                            | Participations précédentes (en gras, les vainqueurs), |
| ----------- | -------------------------------------------------------- | ----------------------------------------------------- |
| Real Madrid | Vainqueurs de la Ligue des champions de l'UEFA 2015-2016 | 1998, 2000, 2002, 2014                                |
| Séville     | Vainqueurs de la Ligue Europa 2015-2016                  | 2006, 2007, 2014, 2015                                |

C'était la troisième Super Coupe d'Espagne consécutive et la quatrième au total,.

## Match

### Résumé
Les titulaires du Real Madrid lors de la Finale de la Ligue des champions 2016 Toni Kroos, Gareth Bale et Cristiano Ronaldo ont manqué le match en raison de blessures,. À la 21e minute, Marco Asensio a marqué le premier but pour le Real Madrid d'une frappe à 25 mètres qui a filé dans le coin supérieur gauche du filet. Franco Vázquez a égalisé à la 41e minute en marquant d'un tir du pied gauche depuis l'intérieur de la surface de réparation.
Séville a obtenu un penalty à la 72e minute lorsque Sergio Ramos a été jugé avoir commis une faute sur Vitolo en lui faisant un croche-pied à l'intérieur de la surface de réparation. Yevhen Konoplyanka a marqué sur le penalty résultant avec un tir bas à sa gauche en envoyant le gardien dans la mauvaise direction. À la 93e minute, Sergio Ramos a marqué de la tête à bout portant après un centre de Lucas Vázquez depuis la droite.
Quatre minutes après le début de la prolongation, Timothée Kolodziejczak a été expulsé pour un deuxième carton jaune après une faute sur Lucas Vázquez. Sergio Ramos s'est ensuite baissé pour marquer son deuxième but, mais le but a été annulé pour une traction sur le défenseur de Séville, Adil Rami.
À la 119e minute, Dani Carvajal est entré dans la surface de réparation après une longue course sur le côté droit et a marqué en soulevant le ballon du bout du pied droit par-dessus le gardien.

### Détails
Les vainqueurs de la Ligue des champions ont été désignés comme l'équipe "à domicile" à des fins administratives.
| ·               |                 |     |
| Titulaires :    |                 |     |
|                 |                 |     |
| 13              | Kiko Casilla    |     |
| 2               | Dani Carvajal   |     |
| 5               | Raphaël Varane  |     |
| 4               | Sergio Ramos    |     |
| 12              | Marcelo         |     |
| 16              | Mateo Kovačić   | 73e |
| 14              | Casemiro        |     |
| 22              | Isco            | 66e |
| 17              | Lucas Vázquez   |     |
| 21              | Álvaro Morata   | 62e |
| 28              | Marco Asensio   |     |
|                 |                 |     |
| Remplaçants :   |                 |     |
| 31              | Rubén Yáñez     |     |
| 6               | Nacho           |     |
| 23              | Danilo          |     |
| 10              | James Rodríguez | 73e |
| 19              | Luka Modrić     | 66e |
| 27              | Marcos Llorente |     |
| 9               | Karim Benzema   | 62e |
|                 |                 |     |
| Entraîneur :    |                 |     |
| Zinedine Zidane |                 |     |

| ·              |                        |     |
| Titulaires :   |                        |     |
|                |                        |     |
| 1              | Sergio Rico            |     |
| 21             | Nicolás Pareja         |     |
| 6              | Daniel Carriço         | 51e |
| 5              | Timothée Kolodziejczak |     |
| 8              | Vicente Iborra         | 74e |
| 14             | Hiroshi Kiyotake       |     |
| 22             | Franco Vázquez         |     |
| 15             | Steven Nzonzi          |     |
| 25             | Mariano                |     |
| 20             | Vitolo                 |     |
| 9              | Luciano Vietto         | 67e |
|                |                        |     |
| Remplaçants :  |                        |     |
| 13             | David Soria            |     |
| 18             | Sergio Escudero        |     |
| 23             | Adil Rami              | 51e |
| 4              | Matías Kranevitter     | 74e |
| 10             | Yevhen Konoplyanka     | 67e |
| 17             | Pablo Sarabia          |     |
| 12             | Wissam Ben Yedder      |     |
|                |                        |     |
| Entraîneur :   |                        |     |
| Jorge Sampaoli |                        |     |

| ·               |                 |     |
| Titulaires :    |                 |     |
|                 |                 |     |
| 13              | Kiko Casilla    |     |
| 2               | Dani Carvajal   |     |
| 5               | Raphaël Varane  |     |
| 4               | Sergio Ramos    |     |
| 12              | Marcelo         |     |
| 16              | Mateo Kovačić   | 73e |
| 14              | Casemiro        |     |
| 22              | Isco            | 66e |
| 17              | Lucas Vázquez   |     |
| 21              | Álvaro Morata   | 62e |
| 28              | Marco Asensio   |     |
|                 |                 |     |
| Remplaçants :   |                 |     |
| 31              | Rubén Yáñez     |     |
| 6               | Nacho           |     |
| 23              | Danilo          |     |
| 10              | James Rodríguez | 73e |
| 19              | Luka Modrić     | 66e |
| 27              | Marcos Llorente |     |
| 9               | Karim Benzema   | 62e |
|                 |                 |     |
| Entraîneur :    |                 |     |
| Zinedine Zidane |                 |     |

| ·              |                        |     |
| Titulaires :   |                        |     |
|                |                        |     |
| 1              | Sergio Rico            |     |
| 21             | Nicolás Pareja         |     |
| 6              | Daniel Carriço         | 51e |
| 5              | Timothée Kolodziejczak |     |
| 8              | Vicente Iborra         | 74e |
| 14             | Hiroshi Kiyotake       |     |
| 22             | Franco Vázquez         |     |
| 15             | Steven Nzonzi          |     |
| 25             | Mariano                |     |
| 20             | Vitolo                 |     |
| 9              | Luciano Vietto         | 67e |
|                |                        |     |
| Remplaçants :  |                        |     |
| 13             | David Soria            |     |
| 18             | Sergio Escudero        |     |
| 23             | Adil Rami              | 51e |
| 4              | Matías Kranevitter     | 74e |
| 10             | Yevhen Konoplyanka     | 67e |
| 17             | Pablo Sarabia          |     |
| 12             | Wissam Ben Yedder      |     |
|                |                        |     |
| Entraîneur :   |                        |     |
| Jorge Sampaoli |                        |     |